# Distrito de Macaracas
Macaracas es un distrito panameño, ubicado en el centro de la península de Azuero, en la provincia de Los Santos. Con una superficie de 504,6 km² contaba con una población de 9,021 habitantes y una densidad poblacional de 17,9 hab/km² según datos del censo del 2010.

## Toponimia
"Macaracas" es el nombre de una ciudad de Azuero, en la provincia de Los Santos. Probablemente era el nombre de un cacique.  Se trata de la terminología ngöbe "Ma-ka-ráká", que significa "tu nombre no me gusta" o "no me simpatiza". De "Ma" que significa "tu", "ka" que significa "nombre", y "raká" que se traduce "no me gusta" o "no me simpatiza".  En el nombre "Canajagua", "ká" significa también "tierra", y si es con una "a" sin diéresis, es decir, una "a" como en castellano, entonces significa "canción o inspiración. Así tenemos que "Macaracas" se puede interpretar también como "esa tierra no me gusta" o "esa canción no me gusta". La traducción más aceptada es "Ese nombre no me gusta". Probablemente indilgado erróneamente a aquel cacique por parte de los españoles que, capitaneados por Gaspar de Espinoza en 1516, torturaron a muchos indígenas, para obtener información del lugar exacto donde se encontraba el llamado "tesoro de París", que no eran más que las joyas que un año antes (1515) Gonzalo de Badajoz había robado a los caciques de Coclé. Cutara, señor de París, se lo decomisó a Badajoz y escondió en las entonces abruptas montañas de Cerro Quema.
Se dice que en estas incursiones Gaspar de Espinosa se valía de una india probablemente, de los llanos de Coclé, es decir, de idioma buglé, como intérprete.
Se le dijo al cacique:
-Yo soy Gaspar de Espinoza. ¿Cómo te llamas tú?-
A lo que el cacique respondió:
-"Ma kä rä kä" (tu nombre no me gusta o no me simpatiza)-
La intérprete no pudo descifrar aquellas palabras del ngöbe y los españoles se apresuraron a anotar que el cacique se llamaba "Macaracas". Algo similar sucedió con el topónimo Yucatán, península del sureste de México.

## Organización territorial
El distrito de Macaracas se subdivide en once corregimientos que son los siguientes:
| Corregimiento    | Población | Superficie (km²) | Densidad (hab/km²) | Ubicación |
| ---------------- | --------- | ---------------- | ------------------ | --- |
| Macaracas        | 2.890     | 35,8             | 80,8               | Mogollón Bajos de Güera Corozal El Cedro Espino Amarillo Chupá Llano de Piedras Las Palmas La Mesa Bahía Honda Macaracas |
| Bahía Honda      | 646       | 28,1             | 23                 | Mogollón Bajos de Güera Corozal El Cedro Espino Amarillo Chupá Llano de Piedras Las Palmas La Mesa Bahía Honda Macaracas |
| Bajos de Güera   | 619       | 99,5             | 6,2                | Mogollón Bajos de Güera Corozal El Cedro Espino Amarillo Chupá Llano de Piedras Las Palmas La Mesa Bahía Honda Macaracas |
| Corozal          | 625       | 24,7             | 23,1               | Mogollón Bajos de Güera Corozal El Cedro Espino Amarillo Chupá Llano de Piedras Las Palmas La Mesa Bahía Honda Macaracas |
| Chupá            | 520       | 17,9             | 31,5               | Mogollón Bajos de Güera Corozal El Cedro Espino Amarillo Chupá Llano de Piedras Las Palmas La Mesa Bahía Honda Macaracas |
| El Cedro         | 450       | 28,1             | 16,0               | Mogollón Bajos de Güera Corozal El Cedro Espino Amarillo Chupá Llano de Piedras Las Palmas La Mesa Bahía Honda Macaracas |
| Espino Amarillo  | 193       | 27               | 7,2                | Mogollón Bajos de Güera Corozal El Cedro Espino Amarillo Chupá Llano de Piedras Las Palmas La Mesa Bahía Honda Macaracas |
| La Mesa          | 641       | 46,2             | 13,9               | Mogollón Bajos de Güera Corozal El Cedro Espino Amarillo Chupá Llano de Piedras Las Palmas La Mesa Bahía Honda Macaracas |
| Llano de Piedras | 1.737     | 99,9             | 17,4               | Mogollón Bajos de Güera Corozal El Cedro Espino Amarillo Chupá Llano de Piedras Las Palmas La Mesa Bahía Honda Macaracas |
| Las Palmas       | 436       | 42,4             | 10,3               | Mogollón Bajos de Güera Corozal El Cedro Espino Amarillo Chupá Llano de Piedras Las Palmas La Mesa Bahía Honda Macaracas |
| Mogollón         | 264       | 55,2             | 4,8                | Mogollón Bajos de Güera Corozal El Cedro Espino Amarillo Chupá Llano de Piedras Las Palmas La Mesa Bahía Honda Macaracas |

## Bosque El Colmón
Con sus 136.5 hectáreas y creado en 1915 por Belisario Porras, El Colmón es la primera área protegida del país y el último bosque seco de Azuero.